# Lánczi András
Lánczi András (Budapest, 1956. május 18. –) Széchenyi-díjas magyar konzervatív filozófus, politikatudós, egyetemi tanár, a Budapesti Corvinus Egyetem  volt rektora és Politikatudományi Intézetének volt vezetője. Lánczi Tamás politológus édesapja.

## Életútja
1981-ben szerezte meg angol–történelem szakos diplomáját az Eötvös Loránd Tudományegyetemen, majd ettől kezdődően 1986-ig a budapesti Madách Imre Gimnáziumban tanított. Azután, 1991-ig a Világosság című filozófiai folyóiratot szerkesztette, majd Ágh Attila, a Budapesti Közgazdaságtudományi Egyetem Politikatudományi Tanszéke megszervezőjének hívására az intézmény főállású oktatója lett, ahol 1993-ban a filozófiatudományok kandidátusa, 2002-ben pedig a habilitált doktori címet szerezte meg. 1997-ben Fulbright-ösztöndíjjal egyéves tanulmányútra ment az Egyesült Államokba, a Louisiana State Universityre (amelyet még számos amerikai előadói meghívás követett). 2002-ben Ágh Attilát váltva a BKÁE (később Budapesti Corvinus Egyetem) Politikatudományi Tanszékének vezetője lett; jelenleg[mikor?] az egyetem Társadalom- és Politikatudományi Intézetének kutatóprofesszora. Ezenkívül rövidebb ideig más intézményekben, az ELTE-n, a Miskolci Egyetemen, a Kodolányi János Főiskolán, a Károli Gáspár Református Egyetemen és a bécsi Insitute for European Studiesban is oktatott. 1999 és 2003 között Széchenyi Professzori Ösztöndíjban részesült.
Elnöke a 2007-ben létrehozott Center for European Renewal nevű, európai akadémikusok, filozófusok és újságírók által létrehozott, konzervatív szemléletű szervezetnek. 2010-ben, miután Martonyi János került a második Orbán-kormány külügyminiszteri posztjára, Lánczi váltotta őt a Nézőpont Intézet Alapítvány kuratóriumának elnöki székében, ahol korábban is tag volt. Ugyanebben az évben, mivel Stumpf Istvánnak alkotmánybíróvá való kinevezése miatt lemondott a Századvég Alapítvány vezetéséről, ugyancsak Lánczi került a szervezet elnöki pozíciójába.
Tagja a Heti Válasz és a Michigan State University társadalomtudományi könyvsorozata szerkesztőbizottságának, tudományos tanácsadó a XXI. Század Intézetben.
2003-ban Bibó István-díjjal tüntette ki a Magyar Politikatudományi Társaság, 2009-ben pedig a Budapesti Corvinus Egyetem Aranyérmét vehette át.
2016-ban megválasztották a Budapesti Corvinus Egyetem rektorának, ezzel egyidejűleg pedig nem elnöke tovább a Századvég Politikai Iskola Alapítványnak, helyét Barthel-Rúzsa Zsolt veszi át. Rektori pozícióját 2021-ig töltötte be.

## Tudományos munkássága
Kutatási területei és oktatott tárgyai között megtaláljuk a politikai filozófiát, a politikai tudás ismeretelméleti kérdéseit, a demokráciaelméleteket, de emellett a feminizmus témájával is foglalkozik. Kiemelt figyelmet szentel Leo Strauss tudományos munkásságának és a 20. századi, elsősorban a két világháború közti magyar politikatudományi hagyománynak.

### Fontosabb művei[3]
- A politikai tudásról; Attraktor, Máriabesnyő, 2012
- Politikai tudás és cselekvés; Budapesti Corvinus Egyetem, Bp., 2012
- Identitásaink és (el)hallgatásaink; szerk. Fricz Tamás, Lánczi András; XXI. Század Intézet, Bp., 2011
- Nemzet és radikalizmus. Egy új pártcsalád felemelkedése; szerk. Lánczi András; Századvég, Bp., 2011
- Válság vagy esély? Vesztesek leszünk vagy győztesek?; szerk. Fricz Tamás, Lánczi András; XXI. Század Intézet, Bp., 2009
- Sors-hagyaték Helikon, Attraktor, 2009
- A dolgok természete; szerk. G. Fodor Gábor, Lánczi András; Századvég, Bp., 2009
- A XX. század politikai filozófiája; 3. bőv. kiad.; Helikon, Bp., 2007 (Helikon universitas. Filozófia)
- Konzervativizmus régen és ma; összeáll. Lánczi András, szerk. Körmendy Zsuzsanna; XXI. Század Intézet, Bp., 2006
- Az utópia mint hagyomány, Attraktor, 2005
- Konzervatív kiáltvány, Attraktor, 2002
- A politika reneszánsza, Pallas/Attraktor, 2001
- A XX. század politikai filozófiája; 2. jav. és bőv. kiad.; Pallas Stúdió–Attraktor Kft., Bp., 2000
- Demokrácia és politikatudomány, Aula Könyvkiadó, 2000
- Parlamenti pártok és törvényhozás, 1997–1998; szerk. Lánczi András; MAPI, Bp., 1999 (MAPI-füzetek)
- Modernség és válság. Leo Strauss politikai filozófiája; Pallas Stúdió–Attraktor Kft., Bp., 1999
- A politika fogalma, In: Mi a politika?, Osiris, 1999
- Leo Strauss: Természetjog és történelem, Pallas Stúdió/Attraktor, 1999 (ford.)
- Politikai filozófiák enciklopédiája, Kossuth Könyvkiadó, 1995 (szakmai szerk.)
- Leo Strauss: Az üldöztetés és az írás művészete, Atlantisz, 1994 (ford.)

## Díjai
- A Magyar Érdemrend tisztikeresztje (2012)[11]
- A Magyar Érdemrend középkeresztje (2019)
- Széchenyi-díj (2022)[12]